# Honoka Kuroki
Honoka Kuroki (黒木 ほの香 Kuroki Honoka?, Prefectura de Osaka, 10 de octubre de 1995) es una actriz de voz y cantante japonesa afiliada a Stardust Promotion. Es conocida por sus papeles de Ruise Sanjō en Seiren y Amana Ōsaki en The Idolmaster: Shiny Colors. También es miembro del grupo idol SoundOrion.

## Filmografía
Los papeles principales están en negrita

### Anime

#### Series de televisión
| Año  | Título                                  | Rol              | Refs.  |
| ---- | --------------------------------------- | ---------------- | ------ |
| 2016 | Orange                                  | Nagano; Kotani   | [ 3 ]  |
| 2017 | Seiren                                  | Ruise Sanjō      | [ 4 ]  |
| 2017 | Centaur no Nayami                       | Inukai           | [ 5 ]  |
| 2019 | BanG Dream! 2nd Season                  | Invitada en vivo | [ 3 ]  |
| 2019 | Hitori Bocchi no Marumaru Seikatsu      | Ito Kurie        | [ 3 ]  |
| 2020 | Yatogame-chan Kansatsu Nikki Nisatsume  | Shiharu Itemae   | [ 3 ]  |
| 2021 | Yatogame-chan Kansatsu Nikki Sansatsume | Shiharu Itemae   |        |
| 2022 | RPG Fudōsan                             | Mona             | [ 6 ]  |
| 2022 | Yatogame-chan Kansatsu Nikki Yonsatsume | Shiharu Itemae   |        |
| 2022 | Teppen!!!!!!!!!!!!!!!                   | Iroha Akishika   | [ 7 ]  |
| 2022 | Isekai Meikyū de Harem o                | Miria            | [ 8 ]  |
| 2023 | Seiken Gakuin no Maken Tsukai           | Sakuya Sieglinde | [ 9 ]  |
| 2024 | The iDOLM@STER Shiny Colors             | Amana Ōsaki      | [ 10 ] |
| 2024 | The iDOLM@STER Shiny Colors 2nd Season  | Amana Ōsaki      | [ 11 ] |
| 2025 | Miru: Watashi no Mirai                  | Clara            | [ 12 ] |
| 2025 | Hibi wa Sugiredo Meshi Umashi           | Runa Hoshi       | [ 13 ] |

#### ONAs
| Año  | Título                | Rol    | Refs.  |
| ---- | --------------------- | ------ | ------ |
| 2019 | Blue: Line Step Brush | Aoi    | [ 14 ] |
| 2021 | Artiswitch            | Haruka | [ 15 ] |

### Videojuegos
| Año  | Título                                         | Rol            | Refs.  |
| ---- | ---------------------------------------------- | -------------- | ------ |
| 2018 | The Idolmaster: Shiny Colors                   | Amana Ōsaki    | [ 16 ] |
| 2020 | Magia Record: Puella Magi Madoka Magica Gaiden | Livia Medeiros |        |